# Royal York
Royal York – historyczny budynek na Front Street w Toronto, zbudowany w 1929 r. W budynku mieści się luksusowy hotel o nazwie Fairmont Royal York (dawniej Royal York Hotel). 
Jeden z największych hoteli w Toronto, posiadający charakterystyczny wygląd, przypominający połączenie wczesnych biurowców z zamkiem. Obiekt znajduje się często na pocztówkach i zdjęciach, ponieważ stoi przed resztą drapaczy chmur dzielnicy finansowej.
W podobnym stylu powstawało wtedy wiele hoteli i budynków w Ameryce. Zarówno stację jak i hotel zaprojektowali architekci z Montrealu – Ross i Macdonald. 
W hotelu, przy okazji wizyt w Toronto, zatrzymuje się królowa Elżbieta. Oprócz rodziny królewskiej niektóre znane postaci, które były gośćmi hotelu to Winston Churchill, Nelson Rockefeller czy Frank Sinatra. 